# Irene Aebiová
Irene Aebiová (* 27. července 1939 Curych) je švýcarská zpěvačka, houslistka a violoncellistka. Je známá svou prací s jazzovým saxofonistou Stevem Lacym, jejím manželem, od 60. let 20. století do jeho smrti v roce 2004.
Zpočátku vystudovaná instrumentalistka začala zpívat až na žádost Lacyho. V recenzi koncertu z roku 1999 ji popisuje kritik Frank Rubolino Aebiho jako člověka, který má „hrubý, energický styl zpěvu“.

## Diskografie

### Se Stevem Lacym
- Moon (BYG, 1971)
- Wordless (Futura, 1971)
- The Gap (America, 1972)
- Estilhacos (Guilda Da Musica, 1972)
- Roba (Saravah, 1972)
- Scraps (Saravah, 1974)
- Dreams (Saravah, 1975)
- Flakes (RCA, 1975)
- Songs (Musica, 1977)
- Follies (FMP, 1978)
- Troubles (Black Saint, 1979)
- Stamps (Hat Hut, 1979)
- Crops & the Woe (Quark & Books, 1979)
- The Owl (Saravah, 1979)
- The Way (Hat Hut, 1980)
- Songs s Brionem Gysinem (Hat ART, 1981)
- Ballets (Hat ART, 1982)
- Prospectus (Hat ART, 1983)
- Blinks (Hat Hut, 1984)
- The Condor (Soul Note, 1986)
- The Gleam (Silkheart, 1987)
- Momentum (Novus, 1987)
- The Door (Novus, 1989)
- Itinerary (Hat ART, 1991)
- Live at Sweet Basil (Novus/RCA, 1992)
- Clangs (Hat ART, 1993)
- Vespers (Soul Note, 1993)
- Weal & Woe (Emanem, 1995)
- The Cry (Soul Note, 1999)
- Gravensteen Ghent 1971 (Naked Music, 2004)
- Esteem: Live in Paris 1975 (Atavistic, 2006)

### S dalšími
- Takaši Kako, Micro Worlds (Trio, 1976)
- Alan Silva, Seasons (BYG, 1971)
- Mal Waldron, Mal Waldron with the Steve Lacy Quintet (America, 1972)